# Siegmund Gabriel
Siegmund Gabriel (7 novembre 1851, Berlin – 22 mars 1924, id) est un chimiste allemand.

## Biographie
Gabriel est né le 7 novembre 1851 à Berlin. Il y commence sa scolarité, et après quelques semestres à l'Université de Berlin, il part étudier à l'Université de Heidelberg son doctorat en 1874, sous la direction de Robert Wilhelm Bunsen.
Il est professeur à l'Université de Berlin jusqu'en 1921. Il découvre la réaction de Gabriel en 1887.